# Lavaudieu
Lavaudieu är en kommun i departementet Haute-Loire i regionen Auvergne-Rhône-Alpes i centrala Frankrike. Kommunen ligger i kantonen Brioude-Sud som tillhör arrondissementet Brioude. År 2022 hade Lavaudieu 245 invånare.

## Befolkningsutveckling
Antalet invånare i kommunen Lavaudieu
| Referens: INSEE |